# Passo Hardknott
Il Passo Hardknott è un passo collinare tra Eskdale e la Duddon Valley nel Lake District National Park, Cumbria, Inghilterra. La strada asfaltata, che è il percorso più diretto dal Lake District centrale alla Cumbria occidentale, condivide il titolo di strada più ripida d'Inghilterra con la Rosedale Chimney Bank nel North Yorkshire. Ha una pendenza massima di circa il 33%.

## Etimologia
Il passo prende il nome da Hard Knott che deriva dall'antico norvegese harthr (duro) e knutr (collina scoscesa).

## Geografia

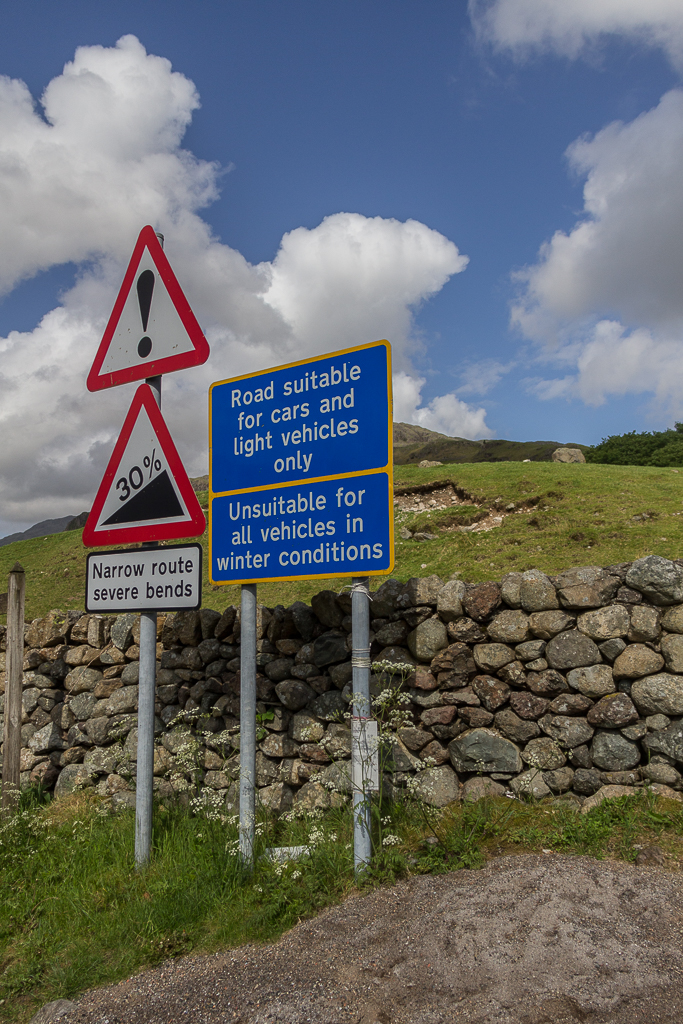
Un cartello stradale avverte i conducenti della pendenza estrema.

Una strada a singola corsia corre tra Eskdale a ovest fino al confine del vicino Wrynose Pass a est. Sul lato occidentale si trovano Harter Fell e i resti di Hardknott Roman Fort (200 metri (660 ft) sopra il livello del mare).
Il Passo Hardknott si trova ad un'altitudine massima di 393 m (1 289 ft). La strada scende ripida con una pendenza del 30% nella Duddon Valley. All'estremità orientale del passo si trova la fattoria Cockley Beck, costruita nel 1860 e di proprietà del National Trust. Il percorso da Hardknott conduce in direzione est verso il Wrynose Pass e Ambleside.
Il passo è descritto come una delle strade più impegnative della Gran Bretagna. Una serie di tornanti rende difficile la visibilità in vari punti  e il fondo stradale è in cattive condizioni e scivoloso se bagnato. Il passo è spesso chiuso in inverno a causa del ghiaccio che rende il percorso impraticabile per i veicoli. La circolazione in salita ha la precedenza come previsto dal Codice della Strada.
Le impegnative pendenze di circa il 33%, più ripide delle tappe di montagna delle gare ciclistiche europee tra cui il Tour de France e il Giro d'Italia, attirano ciclisti specializzati in resistenza. Fa parte dell'annuale Fred Whitton Challenge, una corsa di 112 miglia intorno al Lake District. Un ciclista di livello medio che si era allenato per sei settimane per un documentario di Eurosport del 2019 intitolato England's Toughest Climb non è riuscito a completare il percorso.

## Storia
Una strada sul passo fu costruita dai Romani intorno al 110 d.C. per collegare il forte costiero e le terme di Ravenglass con le loro guarnigioni di Ambleside e Kendal. I Romani chiamavano questa strada la Decima Strada. La strada cadde in disuso dopo che i Romani lasciarono la Gran Bretagna all'inizio del V secolo, diventando un percorso sterrato per cavalli da soma utilizzato per il trasporto di piombo e merci agricole. All'inizio del Medioevo era conosciuta come Waingate ("strada dei carri") o Wainscarth ("passaggio dei carri"): c'è un documento del 1138 che attesta che un gruppo di monaci la attraversò su un carro trainato da buoi. Il passo di Hardknott e l'area circostante rientravano nel dominio dei Signori di Millom, essendo situati tra le sorgenti dell'Esk e del Duddon. I diritti di pascolo e caccia furono concessi ai monaci dell'abbazia di Furness dai Signori di Millom nel XIII secolo, che mantennero fino alla soppressione dei monasteri (1536–41).
Negli anni ottanta dell'Ottocento un'associazione di albergatori, la English Lake District Association, finanziò dei miglioramenti alla strada nella speranza di incoraggiare le escursioni turistiche in carrozza; nel 1891 tali lavori di miglioramento furono giudicati "non il successo previsto". Tuttavia, il percorso ebbe una certa popolarità tra i ciclisti e i primi automobilisti, con la Guida al Nord-Ovest dell'Inghilterra del Touring Club dei ciclisti del 1911 che descriveva la vecchia strada per pullman come "difficile andando a ovest, crudele tornando verso est". I primi veicoli a motore furono rilevati sui passi Hardknott e Wrynose, dal lato di Eskdale, nel 1913.
Nel 1936, il Comitato Cumberland Highways considerò, e respinse, una proposta per rendere il passo più accessibile ai veicoli a motore, stabilendo una nuova superficie stradale e apportando altri miglioramenti. Tuttavia, durante la seconda guerra mondiale il Ministero della Guerra utilizzò l'area per l'addestramento dei carri armati, distruggendo completamente il manto stradale esistente. Nel dopoguerra i danni furono riparati e la strada fu asfaltata. Un decennio dopo che il governo locale aveva rifiutato di aprire l'autostrada ai veicoli, l'eredità della guerra aveva inavvertitamente creato per la prima volta un percorso automobilistico diretto tra Ambleside ed Eskdale.
I percorsi delle strade romane e di quelle moderne non sono identici. La strada romana si trova a nord della strada moderna sul lato occidentale del valico e a sud sul lato orientale.